# Dominicus Sapma
Dominicus Sapma (* 1586 in Amsterdam; † 1635 in Hoorn) war ein niederländischer evangelisch-reformierter Geistlicher während des Achtzigjährigen Krieges. Er gehörte zu den prominenten Remonstranten, die auf der Dordrechter Synode 1618/19 vorgeladen wurden.

## Biografie
Nach einem Studium an der Universität Leiden und einer ersten Pfarrstelle in Ter Aar (1610), wurde Sapma 1614 als Pfarrer nach Hoorn berufen, wo er die Nachfolge eines remonstrantischen Geistlichen antrat und gleich in diesem Sinn in den Streitigkeiten zwischen Franciscus Gomarus und den Anhängern des 1609 verstorbenen Jacobus Arminius (Remonstranten) aktiv wurde. Da Sapma als scharfer remonstrantischer Polemiker bekannt war, war seine Vorladung vor die Dordrechter Synode 1618 absehbar. Während er in Dordrecht war, erfuhr er, dass seine schwangere Frau Grietje Ulbes in Hoorn aus dem Pfarrhaus verwiesen worden war. Sapma verließ daraufhin eigenmächtig die Synode, um in Hoorn seiner Frau zu helfen. Er musste aber wieder nach Dordrecht zurückkehren; sein Verweis aus Hoorn ging mit schweren Unruhen in der Bevölkerung einher, bei denen es Tote und Verwundete gab.
Wie bei den anderen prominenten Remonstranten, folgte auch bei Sapma auf die Verurteilung in Dordrecht 1619 die Ausweisung aus den Niederlanden. Er blieb aber nur kurz in Waalwijk und kehrte dann in die Niederlande zurück, wo er im Untergrund an wechselnden Orten lebte. Am 28. August 1628 wurden er in Amsterdam gefangen genommen und im städtischen Gefängnis mehrmals unter der Androhung der Folter verhört; er weigerte sich, den Behörden Informationen zur remonstrantischen Untergrundorganisation zu geben. Seine Standhaftigkeit verschaffte ihm Respekt und in der Folge auch Hafterleichterungen: seine Frau durfte ihn besuchen. Indem er mit Grietje Ulbes die Kleider wechselte, konnte er aus dem Gefängnis fliehen; Ulbes, die an der Stelle ihres Mannes zurückblieb, wurde kurz darauf freigelassen. Kurz nach diesen Hafterfahrungen verfasste Sapma sein bekanntestes Werk: „Trübes Gefängnis und frohe Herauskunft“ (Droeve gevanckenisse en blijde uytkomst). Er lebte bis zu seinem Tod weiter im Untergrund und half mit bei der Flucht anderer Remonstranten, Johannes Grevius und S. Prince, die in Amsterdam einsaßen.